# La ballata di Sante Caserio
La Ballata di Sante Caserio, também conhecida como Aria di Sante Caserio, é uma canção composta pelo poeta e advogado anarquista Pietro Gori no ano 1900 na Itália. A canção é uma das muitas homenagens à Sante Geronimo Caserio que, em 24 de Junho de 1894, assassinou o presidente da França, Sadi Carnot como revide à super exploração patronal sobre os trabalhadores, e por vingança pela execução de três notórios anarquistas ilegalistas - Ravachol, Auguste Vaillant e Émile Henry.

## Original em Italiano
Lavoratori a voi diretto è il canto
di questa mia canzon che sa di pianto
e che ricorda un baldo giovin forte
che per amor di voi sfidò la morte.
A te Caserio ardea nella pupilla
delle vendette umane la scintilla
ed alla plebe che lavora e geme
donasti ogni tuo affetto ogni tua speme.
Eri nello splendore della vita
e non vedesti che lotta infinita
la notte dei dolori e della fame
che incombe sull'immenso uman carname.
E ti levasti in atto di dolore
d'ignoti strazi altier vendicatore
e ti avventasti tu sì buono e mite
a scuoter l'alme schiave ed avvilite.
Tremarono i potenti all'atto fiero
e nuove insidie tesero al pensiero
ma il popolo a cui l'anima donasti
non ti comprese, eppur tu non piegasti.
E i tuoi vent'anni una feral mattina
gettasti al vento dalla ghigliottina
e al mondo vil la tua grand'alma pia
alto gridando: Viva l'anarchia!
Ma il dì s'appressa o bel ghigliottinato
che il tuo nome verrà purificato
quando sacre saran le vite umane
e diritto d'ognun la scienza e il pane.
Dormi, Caserio, entro la fredda terra
donde ruggire udrai la final guerra
la gran battaglia contro gli oppressori
la pugna tra sfruttati e sfruttatori.
Voi che la vita e l'avvenir fatale
offriste su l'altar dell'ideale
o falangi di morti sul lavoro
vittime de l'altrui ozio e dell'oro,
Martiri ignoti o schiera benedetta
già spunta il giorno della gran vendetta
della giustizia già si leva il sole
il popolo tiranni più non vuole.

## Interpretes
- Joe Fallisi
- Daniele Sepe e Auli Kokko
- Les Anarchistes
- Youngang